# Kleiner Kudu
Der Kleine Kudu (Ammelaphus imberbis) ist eine afrikanische Antilope und das Pendant zum bekannteren Großen Kudu.

## Äußere Merkmale

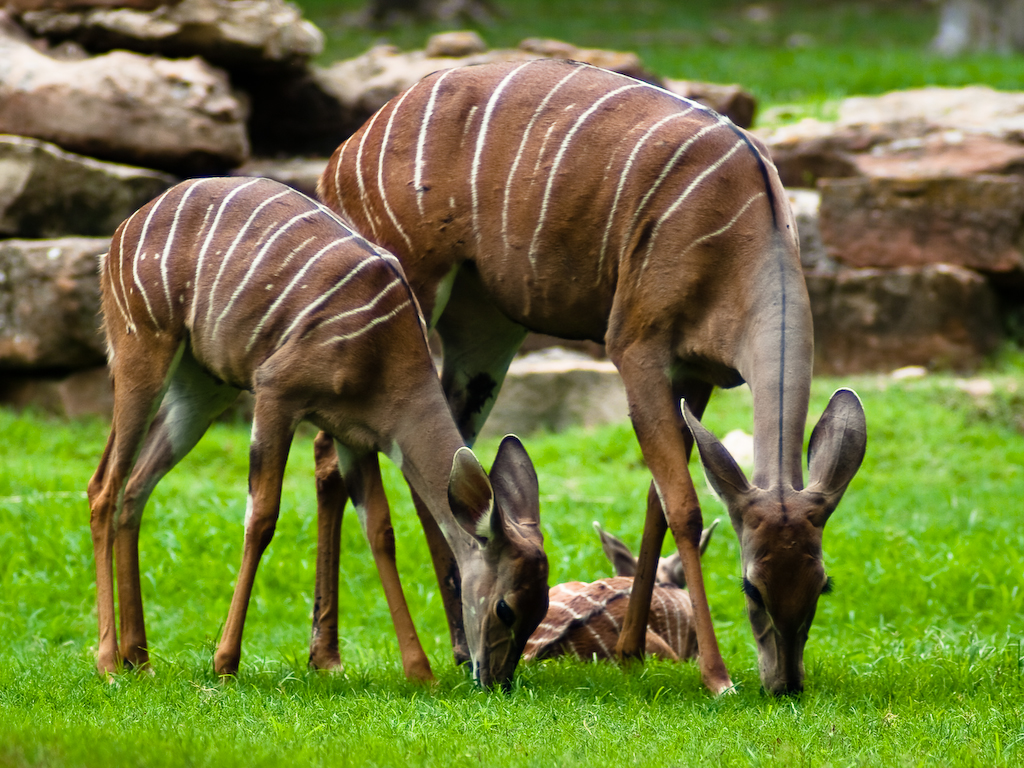
Weibchen mit Nachwuchs

Die Männchen des Kleinen Kudu erreichen ein Gewicht von bis zu 100 Kilogramm und weisen eine Schulterhöhe von bis zu einem Meter auf. Die Weibchen sind etwas kleiner und erreichen ein Gewicht von bis zu 62 Kilogramm. Es besteht ein auffälliger Sexualdimorphismus: Nur die Männchen tragen ein bis zu 89 Zentimeter langes Schraubengehörn.
Die Tiere tragen ein graubraunes Haarkleid, das am Rumpf von den Schultern bis zum Schwanzansatz mit bis zu 15 schmalen, weißen Querstreifen bedeckt ist. Am Hals befinden sich zwei deutliche weiße Flecke. Die Beine sind braun mit einem leichten Orangeton.
Wiederkäuende Kudus stehen gewöhnlich im Schatten eines Baumes, so dass ihre Rückseite zum Baum hin weist. Durch ihr gestreiftes Haarkleid lösen sich dabei ihre Körperumrisse auf, so dass sie für einen Prädator weniger sichtbar sind. Auf der Flucht zeigt der Kleine Kudu die weiße Unterseite des Schwanzes; dieser sogenannte Spiegel dient vermutlich als Signal gegenüber den Artgenossen.

## Verbreitung

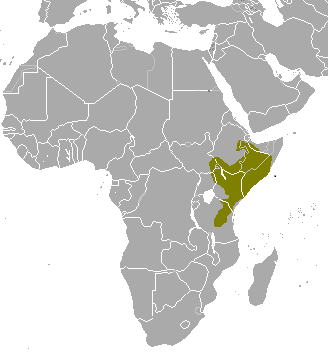
Verbreitungsgebiet des Kleinen Kudu

Im Gegensatz zum Großen Kudu, der weit über Afrika verbreitet ist, hat der Kleine Kudu ein relativ kleines Verbreitungsgebiet, das Teile der Staaten Tansania, Kenia, Äthiopien und Somalia umfasst.
Die IUCN betrachtet den Kleinen Kudu als "von Schutzmaßnahmen abhängig".

## Lebensraum

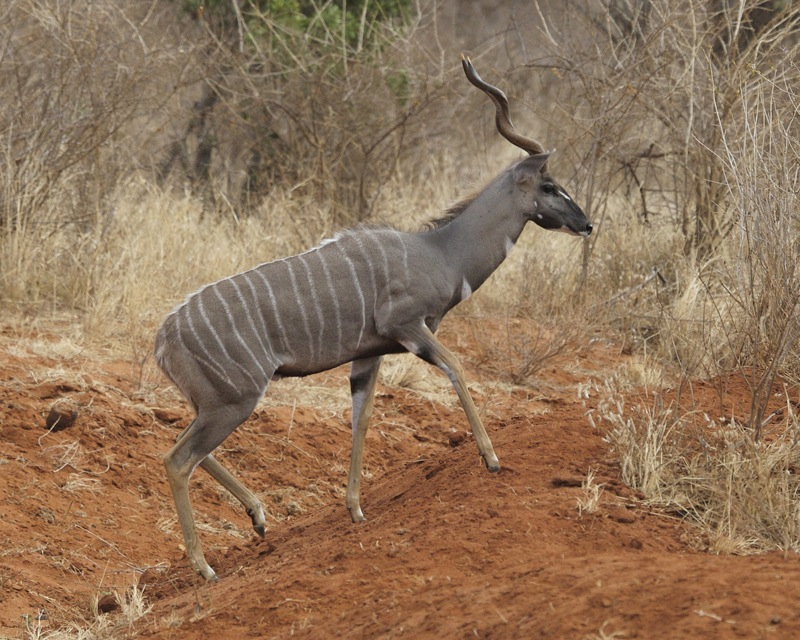
Männchen im Tsavo-West-Nationalpark

Der Kleine Kudu bewohnt Akazienwälder und dichtes Gestrüpp. Er ist standorttreu. Die Weibchen leben in Gruppen von etwa vier bis zehn Tieren. Auch junge Männchen bilden Verbände. Ausgewachsene Männchen sind dagegen Einzelgänger, die sich nur zur Paarungszeit mit Weibchen zusammentun. Die Tiere sind meistens nachtaktiv, können aber auch in den kühleren Tageszeiten gesehen werden.
Das Raumverhalten des Kleinen Kudus ist vor allem im Tsavo-East-Nationalpark untersucht wurden. Die adulten Männchen zogen hier durch ein Revier von durchschnittlich jeweils etwa zwei Quadratkilometer. Die einzelnen Reviere überlappten sich dabei mit denen anderer Männchen. Revierabgrenzendes Verhalten beispielsweise durch Kämpfe mit anderen Männchen wurden nicht beobachtet, noch war eine Rangordnung unter den adulten Männchen erkennbar. Subadulte Männchen zogen durch ein größeres Gebiet.

## Ernährung
Als Nahrung wird Laub bevorzugt, allerdings werden auch Gräser nicht verschmäht.
Das Nahrungsverhalten des Kleinen Kudu ist unter anderem im Tsavo-East-Nationalpark untersucht worden, dabei wurde eine Nahrungskonkurrenz vor allem mit der Giraffengazelle festgestellt. Der Kleine Kudu hält sich allerdings vor allem in den Savannenregionen auf, die dichter mit Bäumen und Sträuchern bestanden sind. Wegen der Fähigkeit, sich während der Nahrungssuche auf die Hinterbeine zu stellen, sind für die Giraffengazelle außerdem Blätter erreichbar, die für den Kleinen Kudu unzugänglich sind.

## Einzelbelege
1. ↑  Spinage, S. 174
2. ↑  Spinage, S. 117.
3. ↑  Spinage, S. 155.
4. ↑  Spinage, S. 66.